# Мацце
Мацце (італ. Mazzè, п'єм. Massè) — муніципалітет в Італії, у регіоні П'ємонт,  метрополійне місто Турин.
Мацце розташоване на відстані близько 530 км на північний захід від Рима, 32 км на північний схід від Турина.
Населення — 4194 особи (2014).
Щорічний фестиваль відбувається 15 серпня. Покровитель — Maria Santissima Assunta.

## Демографія
Населення за роками:

Станом на 1 січня 2023 року в муніципалітеті офіційно проживало 285 іноземців з 31 країни, серед них 209 громадян країн Євросоюзу та 3 громадяни України.

## Сусідні муніципалітети
- Калузо
- Кандія-Канавезе
- Ківассо
- Чильяно
- Монкривелло
- Рондіссоне
- Віллареджа
- Віске